# 한명목
한명목(1991년 2월 1일 ~ )은 대한민국의 역도 선수이다. 2016년 하계 올림픽에서 9위를 기록했다.